# Bremer River (Brisbane River)
Der Bremer River ist ein Fluss im Südosten des australischen Bundesstaates Queensland.

## Geographie

### Flusslauf
Der Fluss entwässert verschiedene Täler des Scenic Rim, wie zum Beispiel das Fassifern Valley. Sein Quellgebiet wird im Westen durch die Little Liverpool Range begrenzt  und im Süd-Südwesten durch die Main Range. Im Osten bilden der Flinders Peak und die Teviot Range die Grenze. Der Bremer River entspringt an den Nordhängen des Mount Fraser in der Great Dividing Range westlich des Main-Range-Nationalparks. Von dort fließt er nach Nord-Nordost und wendet südlich von Rosewood seinen Lauf nach Ost-Nordost. Er durchfließt die Stadt Ipswich und mündet nördlich davon in den Brisbane River.
Der Bremer River und seine Nebenflüsse besitzen ein Einzugsgebiet von 2.032 km². Die meisten Täler im Einzugsgebiet haben ausgeprägte Flussterrassen.

### Nebenflüsse mit Mündungshöhen
- Western Creek – 40 m
- Warrill Creek – 16 m
- Bundamba Creek – 7 m[1]

## Geschichte
John Oxley und Allan Cunningham nannten den Wasserlauf, den sie 1824 fanden, zunächst Bremer's Creek nach Kapitän James Gordon Bremer, dessen Schiff HMS Tamar damals gerade Auftragsfahrten in der Kolonie New South Wales ausführte.
Vor der Fertigstellung der Eisenbahnlinie von Ipswich nach Brisbane 1875 diente der Fluss als wichtiger Wasserweg zwischen beiden Städten.

## Wasserverschmutzung
Der Fluss neigt zu Überschwemmungen und gilt als stark verschmutzt. Er erhält von seinen Zuflüssen nicht ausreichend Wasser, um den Erfordernissen der Menschen an seinen Ufern zu dienen und gleichzeitig Verschmutzungen auszuspülen. Daher ist die Wasserqualität schlecht und das Wasser ist sehr trüb. Es gibt viele Nährstoffe und Bakterien im Fluss, insbesondere wenn Abwasser und der Regenablauf von Ipswich zusammenkommen. Die natürliche Auwaldvegetation wurde fast vollständig entfernt, sodass die Flussufer heute mit Unkraut bewachsen sind. Am Unterlauf leidet der Fluss nicht nur unter dem eingeleiteten Abwasser und Einschwemmungen aus den landwirtschaftlich genutzten Flächen, sondern auch den Abwässern von Schlachthäusern.
2008 erteilte die jährliche Untersuchung der Wasserqualität dem Bremer River die Stufe F, die die schlechtestmögliche darstellt. Schwermetalle, wie Quecksilber, Chrom, Nickel und Cadmium wurden 2009 im Nebenfluss Warrill Creek festgestellt. Als Grund für die Verschmutzung wurden Abwässer aus der RAAF Base Amberley ausgemacht. Sie erreichten aber nicht den Bremer River selbst.

## Wasserspeisung
Der Lake Moogerah entstand am Oberlauf des Reynolds Creek, einem Nebenfluss des Bremer River. Der Stausee liefert Trinkwasser für Städte, wie Boonah, und bewässert Getreidefelder und Viehweide.